# فيربورن (جورجيا)
فيربورن (بالإنجليزية: Fairburn, Georgia)‏ هي مدينة تقع في مقاطعة فولتن بولاية جورجيا في الولايات المتحدة. تبلغ مساحة هذه المدينة 44.2 (كم²)، وترتفع عن سطح البحر 313 م، بلغ عدد سكانها 12950 نسمة في عام 2010 حسب إحصاء مكتب تعداد الولايات المتحدة.

## أعلام
- كليو كارليل
- لي هانيي
- كالفين راسيل
- آن ريفرز سيدونس
- أوكتافيوس تيري

## وصلات خارجية
- Fairburn, GA
- Cities & Counties - Georgia.gov